# 이언 샤피로

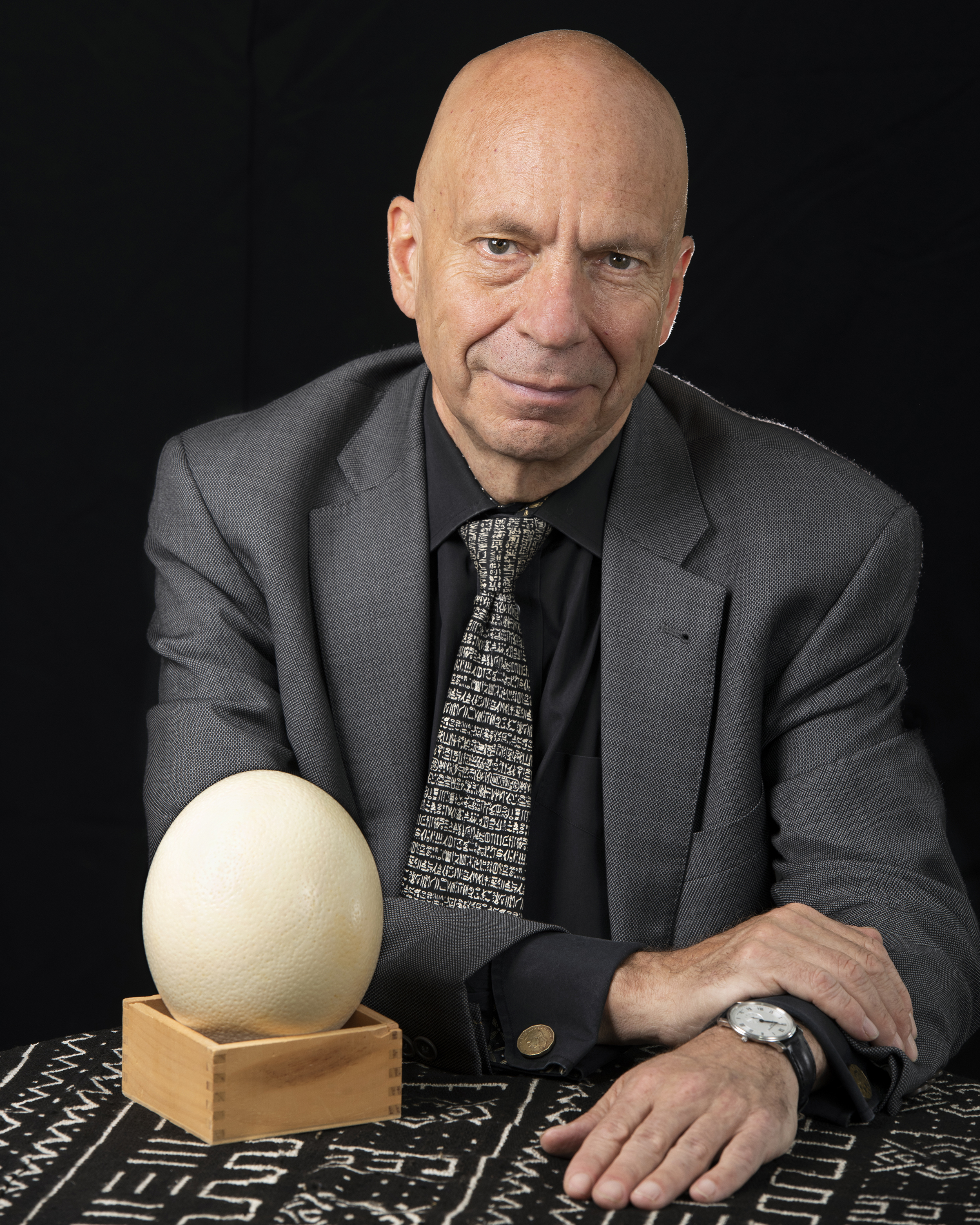

이언 샤피로 (Ian Shapiro, 1956년 9월 29일 ~ )는 예일 대학교 정치학 교수이다. 그는 2004년부터 2019년까지 예일 대학교 MacMillan 센터 의 Henry R. Luce 소장을 역임했다. 그는 주로 민주주의에 대한 토론과 사회 과학 연구를 수행하는 방법에 대한 개입으로 유명하다. 민주주의 이론에서 그는 민주주의의 가치가 전통적으로 가정된 것처럼 참여, 대표 또는 선호 집합의 시스템으로서의 작동에서보다 주로 지배를 제한할 수 있는 잠재력에서 나온다고 주장했다. 사회과학적 방법론에 대한 논쟁에서 그는 주로 이론 중심의 접근 방식과 방법 중심의 접근 방식을 거부하고 문제에서 시작하여 적절한 연구 방법을 고안하는 것으로 유명하다.의 최근 작업은 미국의 경제적 불안을 완화하기 위해 달성 가능한 정책과 전략을 제안한다.
초기의 주로 비판적인 책에서 정의와 민주주의, 그리고 정치의 현실과 불의를 극복하는 실용적인 수단 사이의 관계를 탐구한다. 그의 다음 책인 민주적 정의(Democratic Justice) (1999)에서 샤피로는 그의 성숙한 구성 이론을 체계적으로 명료화하기 시작한다.
여러 논문과 책에서 사회 과학적 지식의 본질, 지식을 습득하는 최선의 수단, 정치 철학에 대한 의미에 대한 독특한 설명을 옹호했다. 그는 합리적 선택 이론을 강하게 비판하였다.